# Віктор Олатунджі
Віктор Олатунджі (англ. Victor Olatunji, нар. 5 вересня 1999, Сокото) — нігерійський футболіст, нападник чеського клубу «Спарта» (Прага). Виступав також за низку нігерійських і закордонних клубів. Чемпіон Чехії. Володар Кубка Чехії.

## Ігрова кар'єра
У професійному футболі Віктор Олатунджі дебютував виступами за команду «Лагос Айлендерс», в якій грав до 2017 року. У 2017 році футболіст перейшов до словацького клубу «Інтер» (Братислава), в якому грав до 2019 року. У 2019 році нігерійський нападник грав у іншому словацькому клубі «Подбрезова», проте за короткий час перейшов до австрійського клубу «Маттерсбург», у якому виступав до 2020 року.
У 2020 році футболіст повернувся до клубу «Лагос Айлендерс», але вже в цьому році став гравцем кіпрського клубу «Алкі Орокліні». З 2021 до 2023 року Олатунджі грав у складі іншого кіпрського клубу АЕК (Ларнака), а на початку 2023 року перейшов до чеського клубу «Слован».
У середині 2023 року Віктор Олатунджі став гравцем чеського клубу «Спарта» (Прага). У складі празької команди футболіст у сезоні 2023—2024 років здобув титул чемпіона Чехії та став володарем Кубка Чехії.

## Титули і досягнення
- Чемпіон Чехії (1):

«Спарта» (Прага): 2023–2024
- Володар Кубка Чехії (1):

«Спарта» (Прага): 2023–2024